# Mario Cecchini
Mario Cecchini (25 de janeiro de 1933 – 13 de janeiro de 2021) foi um bispo católico italiano.

## Vida
Cecchini nasceu na Itália e foi ordenado ao sacerdócio em 1958. Ele serviu como bispo da Diocese Católica Romana de Fano-Fossombrone-Cagli-Pergola de 1986 até à sua renúncia em 1998.
Ele morreu de COVID-19 durante a pandemia de COVID-19 na Itália.